# Ante Miše
Ante Miše (Vukovar, 14 juni 1967) is een Kroatische voetbalcoach en voormalig profvoetballer.

## Loopbaan
Miše kwam vijftien seizoenen uit voor Hajduk Split. Mede door zijn optredens bij deze club in de begin jaren 90 werd hij zeven keer opgeroepen voor het Kroatisch voetbalelftal. Voor aanvang van het seizoen 1994/1995 vertrok Miše naar Vitesse, waar hij drie seizoen zou spelen. Hier had hij nooit een vaste basisplaats.
Na drie seizoenen in Arnhem keerde Miše terug naar  Hajduk Split, waar hij tot 2004 zou spelen, om vervolgens als 37-jarige zijn carrière af te sluiten in Slovenië, bij NK Mura Murska Sobota.
Na zijn actieve voetbalcarrière werd Miše trainer. Eerst bij Hajduk Split, later bij NK Vitez.
Vier dagen nadat hij vertrokken was bij het Bosnisch-Kroatische NK Vitez, werd hij de assistent-trainer van de Kroatische bondscoach Ante Čačić. Zijn eerste wedstrijd als assistent-coach won hij met 3-0.

## Statistieken
| seizoen | club                    | competitie                  | duels | goals |
| ------- | ----------------------- | --------------------------- | ----- | ----- |
| 1985/86 | Hajduk Split            | Prva Liga                   | 14    | 2     |
| 1986/87 | Hajduk Split            | Prva Liga                   | 0     | 0     |
| 1987/88 | Hajduk Split            | Prva Liga                   | 11    | 0     |
| 1988/89 | Hajduk Split            | Prva Liga                   | 4     | 0     |
| 1989/90 | Borac Banja Luka (huur) | Prva Liga                   | 28    | 4     |
| 1990/91 | Hajduk Split            | Prva Liga                   | 27    | 1     |
| 1991/92 | Hajduk Split            | 1. Hrvatska Nogometna Liga  | 17    | 6     |
| 1992/93 | Hajduk Split            | 1. Hrvatska Nogometna Liga  | 19    | 2     |
| 1993/94 | Hajduk Split            | 1. Hrvatska Nogometna Liga  | 28    | 7     |
| 1994/95 | Vitesse                 | Eredivisie                  | 21    | 1     |
| 1995/96 | Vitesse                 | Eredivisie                  | 9     | 0     |
| 1996/97 | Vitesse                 | Eredivisie                  | 10    | 1     |
| 1997/98 | Hajduk Split            | 1. Hrvatska Nogometna Liga  | 19    | 0     |
| 1998/99 | Hajduk Split            | 1. Hrvatska Nogometna Liga  | 0     | 0     |
| 1999/00 | Hajduk Split            | 1. Hrvatska Nogometna Liga  | 12    | 0     |
| 2000/01 | Hajduk Split            | 1. Hrvatska Nogometna Liga  | 26    | 0     |
| 2001/02 | Hajduk Split            | 1. Hrvatska Nogometna Liga  | 15    | 0     |
| 2002/03 | Hajduk Split            | 1. Hrvatska Nogometna Liga  | 15    | 0     |
| 2003/04 | Hajduk Split            | 1. Hrvatska Nogometna Liga  | 2     | 0     |
| 2003/04 | NK Mura Murska Sobota   | 1. Slovenska Nogometna Liga | 11    | 0     |
| 2004/05 | NK Mura Murska Sobota   | 1. Slovenska Nogometna Liga | 17    | 1     |